# تراولر کلاس دنس
تراولر کلاس دنس (به انگلیسی: Dance-class trawler) یک کلاس از کشتی است که طول آن 164 feet می‌باشد.